# Physella zionis
Physella zionis är en snäckart som först beskrevs av Henry Augustus Pilsbry 1926.  Physella zionis ingår i släktet Physella och familjen blåssnäckor. IUCN kategoriserar arten globalt som sårbar. Inga underarter finns listade i Catalogue of Life.